# Ferdinand Trusheim
Ferdinand Trusheim (* 24. April 1906 in Frankfurt am Main; † 28. Juni 1997 in Hannover) war ein deutscher Geologe und Paläontologe. Als Pionier der deutschen Erdölgeologie und „Vater der Halokinese“ leistete er einen bedeutenden Beitrag zum Verständnis der strukturellen Entwicklung von Sedimentbecken.

## Leben und berufliche Laufbahn
Trusheim besuchte in Frankfurt die Schule und begann auch dort sein Geologie-Studium. Nach seinem Wechsel an die Julius-Maximilians-Universität Würzburg promovierte er 1929 bei Kurt Leuchs (1881–1949). Der Titel seiner Dissertation lautete Die Mittenwalder Karwendelmulde. Nach einer kurzen Zeit bei „Senckenberg am Meer“ in Wilhelmshaven wurde er 1930 wissenschaftlicher Assistent am Mineralogisch-Geologischen Institut der Universität Würzburg. Im Jahre 1936 habilitierte er bei Adolf Wurm zum Thema Die geologische Geschichte Südostdeutschlands während der Unterkreide und des Cenomans. Er blieb danach in Würzburg und wurde 1942 außerordentlicher Professor für Geologie und Paläontologie.
Im Zweiten Weltkrieg war Trusheim als Wehrgeologe in verschiedenen vom Deutschen Reich besetzten Ländern Europas tätig. Gegen Ende des Krieges geriet er in sowjetische Gefangenschaft, aus der er 1950 entlassen wurde.
Statt zu Forschung und Lehre zurückzukehren, arbeitete er ab 1951 bei der Gewerkschaft Brigitta, für die er den Erdölförderbetrieb in Steimbke leitete. Im Jahr 1957 avancierte er zum Leiter der für Exploration zuständigen Abteilung des Unternehmens, die ihren Sitz in Hannover hatte. Bis zu seinem Ausscheiden aus dem Unternehmen 1970 wurden unter seiner Führung zahlreiche Erdöl- und Erdgasfelder im Nordwestdeutschen Becken, im Oberrheingraben und im Alpenvorland entdeckt und erschlossen.
Trusheim war mit der deutschen Geologin Irene Trusheim (geb. Wappenschmitt), verheiratet, die er um zwei Jahre überlebte. Aus der Ehe ging ein Sohn hervor.

## Wissenschaftliche Leistungen
Im Jahr 1957 publizierte Trusheim seine wohl wichtigste Arbeit: die Hypothese zur Wanderung von Steinsalz im Untergrund und der Entstehung von Salzstöcken. Mit dieser These, die er bereits im Vorjahr auf einer Tagung in Hannover unter anderem dem bedeutenden Geologen Hans Stille vorgetragen hatte, prägte er den Begriff Halokinese. Im Jahre 1960 erschien die „Halokinese-Theorie“, die bis heute in wesentlichen Punkten Bestand hat, auf Englisch in einer US-amerikanischen Fachzeitschrift für Erdölgeologie.
Eine besondere Leistung auf dem Gebiet der Paläontologie gelang ihm, als er im Coburger Sandstein des Steigerwaldes Fossilien der heute noch existenten „Urzeitkrebs“-Spezies Triops cancriformis entdeckte, die er 1938 als neue Unterart T. cancriformis minor beschrieb. Nur wenige Jahre vorher war er an fast der gleichen Stelle auf rezente T. cancriformis gestoßen, woraufhin er eine aktualistische Arbeit zur Taphonomie und Ichnologie dieser Tiere veröffentlichte. Der Coburger Sandstein ist ein Schichtglied des Mittleren Keupers. Sein Alter wird auf mehr als 220 Millionen Jahre (spätes Karn) geschätzt. Zumindest bis Anfang der 1970er Jahre, als fossile T. cancriformis aus ca. 245 Millionen Jahre alten Schichten des Oberen Buntsandsteins der Vogesen bekannt wurden, repräsentierte Trusheims Entdeckung sowohl die ältesten bekannten Fossilien der Art T. cancriformis als auch die ältesten bekannten Fossilien einer noch heute lebenden Spezies.